# Klan

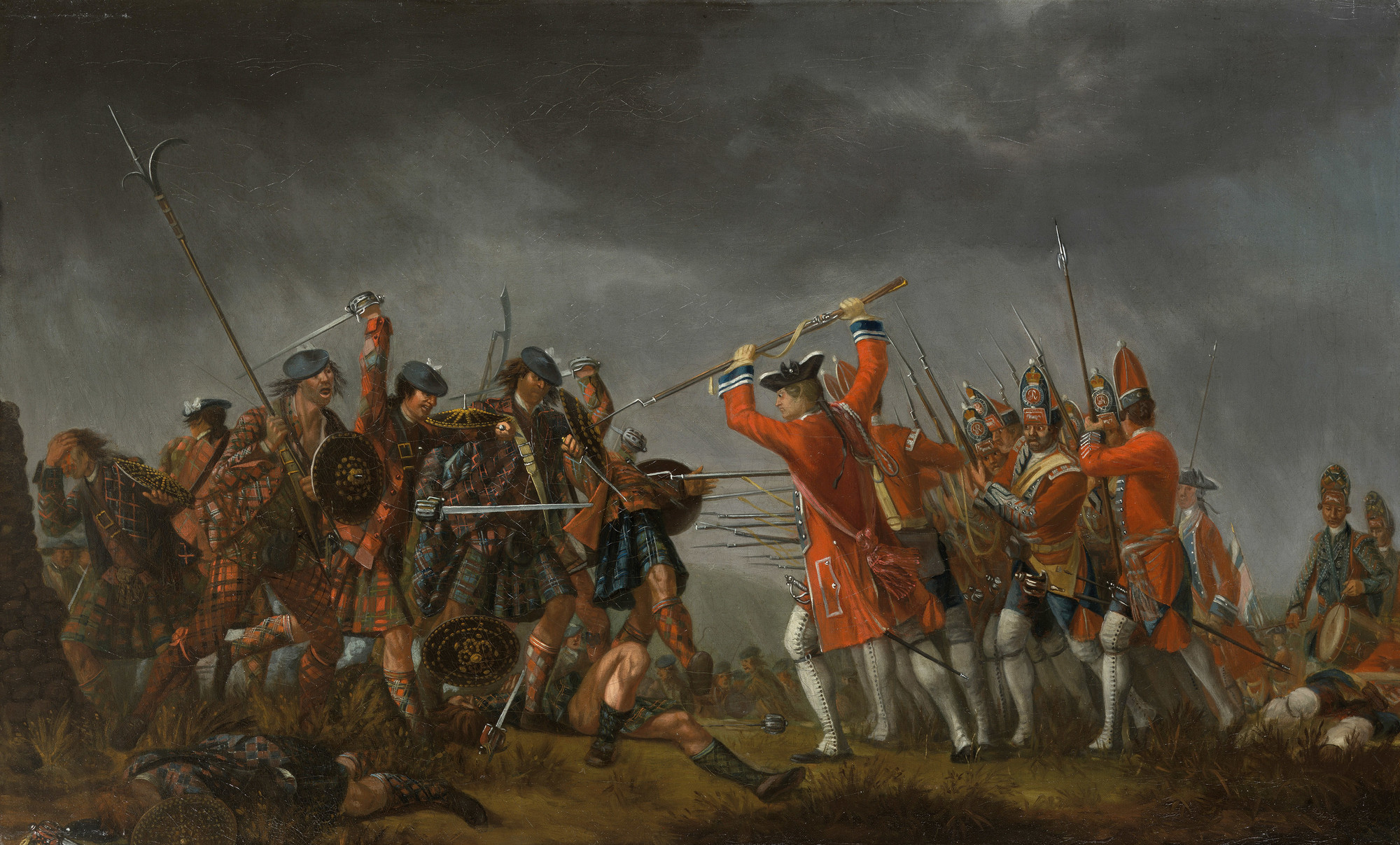
Porážka v bitvě u Cullodenu roku 1746 vedla k zániku klanového systému ve Skotsku

Klan (ze staroirského clann, děti, potomci) je exogamní příbuzenská skupina, jež odvozuje svůj původ od společného předka; na rozdíl od rodu však nemůže tento původ doložit výčtem úplné posloupnosti předků. Společný předek je tak spíše jen předmětem společného přesvědčení a může být i v mytickém dávnověku.

## Původ a význam
Původ klanů (podobně jako rodů) se obvykle odvozuje z potřeb usedlého způsobu života a užívání společné půdy, která „patří předkům“. Klan i rod jsou exogamní, to znamená, že mladí muži i ženy si hledají partnery mimo klan. Pokud se ve společnosti vytvoří pevný zvyk, že novomanželé se usazují buď v místě rodičů ženicha nebo nevěsty (unilineární uspořádání), budou všichni muži (anebo ženy) v určitém místě příslušníky téhož klanu. Příslušníci klanu mají navzájem povinnost solidarity, zejména povinnost pomstít zabitého člena, postarat se o sirotky a podobně. Ve Skotsku, odkud pochází název „klan“, se příslušnost ke klanu vyjadřovala předponou Mac (McDonnell), v Irsku předponou O' (O'Connor) a společným jménem, která pak často přešla i do rodových jmen.

## Klan a rod
Rozdíl mezi rodem a klanem se může zdát malý, vede však k velmi odlišnému uspořádání. Příslušnost k témuž rodu lze doložit výčtem předků, což může při setkání sloužit jako jakási legitimace, a rod je tedy uzavřený. Naproti tomu příslušnost ke klanu, kde tato možnost chybí, je do jisté míry otevřená. Protože příslušnost znamenala často také nárok na podíl na klanové nebo rodové půdě, oprávnění k užívání společných pastvin, nárok na pomoc nebo pomstu a podobně, je vztah mezi příslušníky rodu jiný než v klanu. Další rysy společenské organizace (např. patrilinearita X matrilinearita) mohou být v různých klanových kulturách různé, klany se někdy sdružují do frátrií a pod.

## Klan a totem
Protože společný předek klanu není vykazatelný, ztotožnily ho mnohé kultury se zvířetem nebo rostlinou – totemem. Starší antropologové totem vysvětlovali v souvislosti se zákazem lovu: příslušníci totemu „klokan“ neloví a nejedí klokany. Tuto hypotézu však vyvrátila skutečnost, že totemovými symboly mohou být i živočichové hospodářsky nepoužitelní (komár, mravenec) nebo dokonce mlha nebo oblak. Claude Lévi-Strauss proto říká, že „totem není k jídlu, ale k přemýšlení“. Totemové symboly rozdělují lidskou společnost podobně, jako je rozdělena příroda; tím zároveň vytvářejí pevnější a určitější vztahy mezi příslušníky klanu a jistou částí přírody, vybízejí ke spolupráci a k solidaritě.

## Moderní použití
V současném jazyce se slovo klan používá metaforicky jako označení rozvětvené příbuzenské skupiny, jejíž členové si pomáhají a prokazují si různé služby. Tak se někdy mluví o „klanu Kennedyů“ a podobně.